# João Esteves Carregueiro
 João Esteves Carregueiro  (c.1397 Vila Nova), foi um militar português e alferes-mór do Rei D. João I de Portugal, foi o chefe do nome e armas da linhagem da família Carregueiro.
Foi senhor do Morgado de Carregueiro, localizado no termo de Santa Maria de Belém e da Capela de São Dinis em São Domingos de Benfica, Lisboa.

## Relações Familiares
Foi filho de Vasco Afonso Carregueiro, Senhor do Morgado de Carregueiro e Senhor da Torre de Moncorvo (São Domingos de Benfica, Lisboa, Portugal -?) que era filho de Afonso Anes Carregueiro, Senhor do Morgado de Carregueiro (Labeyra, España-?). João Esteves casou com D. Leonor Álvares Machado, filha de Álvaro Gonçalves Machado de quem teve:
1. Fernão Machado Carregueiro, Senhor do Morgado de Carregueiro.
2. Pedro Machado Carregueiro, que foi casado com D. Branca Coelho e foram os parentes de João de Lisboa.